# ويل فريدل
ويليام ألين فريدل (بالإنجليزية: William Alan Friedle)‏ هو ممثل ومؤدي صوت وكاتب وكوميدي أمريكي ولد في يوم 11 أغسطس 1976 في مدينة هارتفورد في كونيتيكت. بدأ التمثيل في سنة 1988 ومثل في العديد من المسلسلات والأفلام مثل بوي ميتس ورلد ودامو ستحيل وحراس المجرة وألتيميت سبايدرمان وباتمان بيوند وباتمان الجرأة والشجاعة وعائلة ساترديز وترانسفورمرز: روبوتس إن ديسغايز.